# Kanton Châtellerault-Ouest
Kanton Châtellerault-Ouest (fr. Canton de Châtellerault-Ouest) je francouzský kanton v departementu Vienne v regionu Poitou-Charentes. Skládá se ze tří obcí.

## Obce kantonu
- Châtellerault (západní část)
- Colombiers
- Thuré